# Liste des planètes mineures non numérotées découvertes en mai 2016
Pour un article plus général, voir Liste des planètes mineures non numérotées découvertes en 2016.
Pour un article plus général, voir Liste des planètes mineures.
Cet article dresse la liste des planètes mineures (astéroïdes, centaures, objets transneptuniens et assimilés) non numérotées découvertes en mai 2016 dans l'ordre de leur découverte.
Au 15 janvier 2025, 661 077 des 1 434 993 planètes mineures répertoriées par le Centre des planètes mineures ne sont pas encore numérotées, soit 46,07 %.

## Rappel concernant la désignation provisoire
La désignation provisoire indique l'ordre de découverte de ces objets. En effet, cette désignation est composée de l'année de découverte (par exemple 2016) suivie de la quinzaine (demi-mois) de découverte (p.e. A = 1-15 janvier) puis de l'ordre de découverte dans cette quinzaine. Cet ordre est indiqué par une lettre et éventuellement un chiffre comme suit : A pour la première découverte, B pour la deuxième, ..., Z pour la 25e (le I n'est pas utilisé pour éviter la confusion avec 1), A1 pour la 26e, B1 pour la 27e, etc. , Z1 pour la 50e, A2 pour la 51e, B2 pour la 52e, etc. L'ordre de la numérotation ne suit donc pas l'ordre alphanumérique. 2016 AA1 suit ainsi 2016 AZ et précède 2016 AB1.

## Liste

### Du1erau 15 mai 2016
- 2016 JA
- 2016 JB
- 2016 JD
- 2016 JE
- 2016 JG
- 2016 JH
- 2016 JJ
- 2016 JM
- 2016 JN
- 2016 JO
- 2016 JQ
- 2016 JS
- 2016 JT
- 2016 JV
- 2016 JW
- 2016 JZ
- 2016 JA1
- 2016 JC1
- 2016 JE1
- 2016 JL1
- 2016 JM1
- 2016 JP1
- 2016 JX1
- 2016 JD2
- 2016 JE2
- 2016 JL2
- 2016 JO2
- 2016 JQ2
- 2016 JU2
- 2016 JV2
- 2016 JZ2
- 2016 JJ3
- 2016 JM3
- 2016 JN3
- 2016 JW3
- 2016 JY3
- 2016 JZ3
- 2016 JH4
- 2016 JK4
- 2016 JL4
- 2016 JN4
- 2016 JA5
- 2016 JD5
- 2016 JE5
- 2016 JJ5
- 2016 JM5
- 2016 JN5
- 2016 JO5
- 2016 JP5
- 2016 JQ5
- 2016 JR5
- 2016 JS5
- 2016 JT5
- 2016 JU5
- 2016 JV5
- 2016 JW5
- 2016 JX5
- 2016 JY5
- 2016 JZ5
- 2016 JA6
- 2016 JB6
- 2016 JC6
- 2016 JD6
- 2016 JE6
- 2016 JF6
- 2016 JH6
- 2016 JK6
- 2016 JL6
- 2016 JM6
- 2016 JN6
- 2016 JO6
- 2016 JQ6
- 2016 JG7
- 2016 JN7
- 2016 JV7
- 2016 JE8
- 2016 JT8
- 2016 JD9
- 2016 JE9
- 2016 JH9
- 2016 JT9
- 2016 JU9
- 2016 JY9
- 2016 JB10
- 2016 JC10
- 2016 JG10
- 2016 JQ10
- 2016 JT10
- 2016 JX10
- 2016 JA11
- 2016 JB11
- 2016 JG11
- 2016 JX11
- 2016 JA12
- 2016 JE12
- 2016 JF12
- 2016 JG12
- 2016 JH12
- 2016 JJ12
- 2016 JK12
- 2016 JL12
- 2016 JN12
- 2016 JP12
- 2016 JR12
- 2016 JS12
- 2016 JG13
- 2016 JN13
- 2016 JO13
- 2016 JS13
- 2016 JV13
- 2016 JY13
- 2016 JZ13
- 2016 JB14
- 2016 JC14
- 2016 JD14
- 2016 JK14
- 2016 JN14
- 2016 JO14
- 2016 JQ14
- 2016 JF15
- 2016 JK15
- 2016 JM15
- 2016 JP15
- 2016 JZ15
- 2016 JB16
- 2016 JH16
- 2016 JP16
- 2016 JR16
- 2016 JT16
- 2016 JZ16
- 2016 JB17
- 2016 JE17
- 2016 JF17
- 2016 JG17
- 2016 JH17
- 2016 JJ17
- 2016 JK17
- 2016 JL17
- 2016 JM17
- 2016 JN17
- 2016 JO17
- 2016 JP17
- 2016 JR17
- 2016 JT17
- 2016 JX17
- 2016 JY17
- 2016 JZ17
- 2016 JB18
- 2016 JC18
- 2016 JD18
- 2016 JE18
- 2016 JF18
- 2016 JH18
- 2016 JM18
- 2016 JN18
- 2016 JO18
- 2016 JP18
- 2016 JS18
- 2016 JT18
- 2016 JU18
- 2016 JC19
- 2016 JM19
- 2016 JR19
- 2016 JC20
- 2016 JF20
- 2016 JM20
- 2016 JQ20
- 2016 JS20
- 2016 JT20
- 2016 JW20
- 2016 JX20
- 2016 JZ20
- 2016 JF21
- 2016 JP21
- 2016 JU21
- 2016 JW21
- 2016 JY21
- 2016 JZ21
- 2016 JH22
- 2016 JL22
- 2016 JM22
- 2016 JW22
- 2016 JY22
- 2016 JF23
- 2016 JK23
- 2016 JM23
- 2016 JW23
- 2016 JZ23
- 2016 JB24
- 2016 JH24
- 2016 JJ24
- 2016 JL24
- 2016 JM24
- 2016 JN24
- 2016 JQ24
- 2016 JR24
- 2016 JT24
- 2016 JU24
- 2016 JV24
- 2016 JX24
- 2016 JZ24
- 2016 JC25
- 2016 JG25
- 2016 JN25
- 2016 JV25
- 2016 JZ25
- 2016 JD26
- 2016 JK26
- 2016 JL26
- 2016 JM26
- 2016 JT26
- 2016 JY26
- 2016 JB27
- 2016 JD27
- 2016 JM27
- 2016 JQ27
- 2016 JV27
- 2016 JW27
- 2016 JE28
- 2016 JK28
- 2016 JM28
- 2016 JR28
- 2016 JS28
- 2016 JT28
- 2016 JU28
- 2016 JV28
- 2016 JW28
- 2016 JX28
- 2016 JY28
- 2016 JZ28
- 2016 JA29
- 2016 JB29
- 2016 JC29
- 2016 JF29
- 2016 JG29
- 2016 JH29
- 2016 JK29
- 2016 JL29
- 2016 JZ29
- 2016 JS30
- 2016 JV30
- 2016 JW30
- 2016 JH31
- 2016 JL31
- 2016 JY31
- 2016 JV32
- 2016 JX32
- 2016 JD33
- 2016 JK33
- 2016 JL33
- 2016 JO33
- 2016 JP33
- 2016 JQ33
- 2016 JR33
- 2016 JS33
- 2016 JT33
- 2016 JU33
- 2016 JV33
- 2016 JW33
- 2016 JX33
- 2016 JB34
- 2016 JD34
- 2016 JE34
- 2016 JH34
- 2016 JK34
- 2016 JL34
- 2016 JN34
- 2016 JP34
- 2016 JT34
- 2016 JV35
- 2016 JB36
- 2016 JA37
- 2016 JC37
- 2016 JK37
- 2016 JQ37
- 2016 JR37
- 2016 JS37
- 2016 JU37
- 2016 JA38
- 2016 JD38
- 2016 JE38
- 2016 JF38
- 2016 JG38
- 2016 JH38
- 2016 JJ38
- 2016 JK38
- 2016 JL38
- 2016 JM38
- 2016 JN38
- 2016 JO38
- 2016 JP38
- 2016 JQ38
- 2016 JR38
- 2016 JS38
- 2016 JT38
- 2016 JU38
- 2016 JA39
- 2016 JF39
- 2016 JG39
- 2016 JH39
- 2016 JJ39
- 2016 JK39
- 2016 JL39
- 2016 JN39
- 2016 JO39
- 2016 JP39
- 2016 JR39
- 2016 JS39
- 2016 JT39
- 2016 JY39
- 2016 JZ39
- 2016 JA40
- 2016 JC40
- 2016 JD40
- 2016 JE40
- 2016 JF40
- 2016 JH40
- 2016 JM40
- 2016 JO40
- 2016 JE41
- 2016 JF41
- 2016 JN41
- 2016 JU41
- 2016 JV41
- 2016 JX41
- 2016 JA42
- 2016 JB42
- 2016 JG42
- 2016 JH42
- 2016 JJ42
- 2016 JN42
- 2016 JO42
- 2016 JQ42
- 2016 JR42
- 2016 JT42
- 2016 JV42
- 2016 JW42
- 2016 JY42
- 2016 JA43
- 2016 JB43
- 2016 JC43
- 2016 JH43
- 2016 JJ43
- 2016 JK43
- 2016 JL43
- 2016 JM43
- 2016 JN43
- 2016 JO43
- 2016 JP43
- 2016 JQ43
- 2016 JR43
- 2016 JT43
- 2016 JV43
- 2016 JW43
- 2016 JX43
- 2016 JY43
- 2016 JZ43
- 2016 JA44
- 2016 JB44
- 2016 JC44
- 2016 JD44
- 2016 JE44
- 2016 JF44
- 2016 JG44
- 2016 JJ44
- 2016 JK44
- 2016 JL44
- 2016 JM44
- 2016 JO44
- 2016 JP44
- 2016 JQ44
- 2016 JR44
- 2016 JS44
- 2016 JT44
- 2016 JV44
- 2016 JW44
- 2016 JX44
- 2016 JY44
- 2016 JZ44
- 2016 JA45
- 2016 JD45
- 2016 JJ45
- 2016 JM45
- 2016 JO45
- 2016 JQ45
- 2016 JS45
- 2016 JV45
- 2016 JW45
- 2016 JX45
- 2016 JY45
- 2016 JZ45
- 2016 JA46
- 2016 JC46
- 2016 JE46
- 2016 JF46
- 2016 JG46
- 2016 JH46
- 2016 JJ46
- 2016 JL46
- 2016 JM46
- 2016 JP46
- 2016 JQ46
- 2016 JR46
- 2016 JU46
- 2016 JW46
- 2016 JX46
- 2016 JZ46
- 2016 JB47
- 2016 JC47
- 2016 JD47
- 2016 JE47
- 2016 JH47
- 2016 JJ47
- 2016 JK47
- 2016 JL47
- 2016 JM47
- 2016 JN47
- 2016 JO47
- 2016 JQ47
- 2016 JR47
- 2016 JS47
- 2016 JX47
- 2016 JY47
- 2016 JA48
- 2016 JB48
- 2016 JC48
- 2016 JD48
- 2016 JE48
- 2016 JF48
- 2016 JG48
- 2016 JH48
- 2016 JJ48
- 2016 JK48
- 2016 JL48
- 2016 JN48
- 2016 JO48
- 2016 JP48
- 2016 JR48
- 2016 JS48
- 2016 JX48
- 2016 JY48
- 2016 JZ48
- 2016 JA49
- 2016 JD49
- 2016 JE49
- 2016 JF49
- 2016 JH49
- 2016 JJ49
- 2016 JK49
- 2016 JL49
- 2016 JM49
- 2016 JN49
- 2016 JO49
- 2016 JP49
- 2016 JR49
- 2016 JS49
- 2016 JT49
- 2016 JU49
- 2016 JX49
- 2016 JZ49
- 2016 JA50
- 2016 JB50
- 2016 JC50
- 2016 JE50
- 2016 JG50
- 2016 JH50
- 2016 JJ50
- 2016 JL50
- 2016 JM50
- 2016 JP50
- 2016 JQ50
- 2016 JR50
- 2016 JS50
- 2016 JT50
- 2016 JU50
- 2016 JX50
- 2016 JY50
- 2016 JZ50
- 2016 JA51
- 2016 JB51
- 2016 JE51
- 2016 JF51
- 2016 JG51
- 2016 JH51
- 2016 JJ51
- 2016 JL51
- 2016 JM51
- 2016 JN51
- 2016 JO51
- 2016 JR51
- 2016 JS51
- 2016 JT51
- 2016 JW51
- 2016 JX51
- 2016 JZ51
- 2016 JB52
- 2016 JC52
- 2016 JD52
- 2016 JE52
- 2016 JF52
- 2016 JG52
- 2016 JH52
- 2016 JK52
- 2016 JL52
- 2016 JM52
- 2016 JO52
- 2016 JQ52
- 2016 JR52
- 2016 JT52
- 2016 JV52
- 2016 JX52
- 2016 JY52
- 2016 JZ52
- 2016 JA53
- 2016 JB53
- 2016 JC53
- 2016 JD53
- 2016 JE53
- 2016 JF53
- 2016 JG53
- 2016 JH53
- 2016 JJ53
- 2016 JK53
- 2016 JN53
- 2016 JO53
- 2016 JQ53
- 2016 JS53
- 2016 JT53
- 2016 JU53
- 2016 JV53
- 2016 JW53
- 2016 JX53
- 2016 JY53
- 2016 JZ53
- 2016 JA54
- 2016 JB54
- 2016 JD54
- 2016 JE54
- 2016 JF54
- 2016 JG54
- 2016 JH54
- 2016 JJ54
- 2016 JL54
- 2016 JN54
- 2016 JO54
- 2016 JS54
- 2016 JT54
- 2016 JV54
- 2016 JW54
- 2016 JX54
- 2016 JZ54
- 2016 JA55
- 2016 JC55
- 2016 JD55
- 2016 JE55
- 2016 JF55
- 2016 JH55
- 2016 JJ55
- 2016 JL55
- 2016 JM55
- 2016 JN55
- 2016 JO55
- 2016 JP55
- 2016 JQ55
- 2016 JR55
- 2016 JS55
- 2016 JT55
- 2016 JU55
- 2016 JV55
- 2016 JW55
- 2016 JX55
- 2016 JY55
- 2016 JZ55
- 2016 JA56
- 2016 JB56
- 2016 JC56
- 2016 JD56
- 2016 JE56
- 2016 JF56
- 2016 JG56
- 2016 JH56
- 2016 JJ56
- 2016 JK56
- 2016 JL56
- 2016 JN56
- 2016 JO56
- 2016 JP56
- 2016 JR56
- 2016 JS56
- 2016 JU56
- 2016 JV56
- 2016 JW56
- 2016 JX56
- 2016 JY56
- 2016 JZ56
- 2016 JB57
- 2016 JC57
- 2016 JD57
- 2016 JE57
- 2016 JG57
- 2016 JH57
- 2016 JJ57
- 2016 JK57
- 2016 JL57
- 2016 JM57
- 2016 JN57
- 2016 JO57
- 2016 JP57
- 2016 JQ57
- 2016 JR57
- 2016 JS57
- 2016 JT57
- 2016 JU57
- 2016 JV57
- 2016 JW57
- 2016 JX57
- 2016 JZ57
- 2016 JA58
- 2016 JB58
- 2016 JC58
- 2016 JD58
- 2016 JE58
- 2016 JF58
- 2016 JG58
- 2016 JH58
- 2016 JJ58
- 2016 JK58
- 2016 JL58
- 2016 JM58
- 2016 JN58
- 2016 JO58
- 2016 JP58
- 2016 JQ58
- 2016 JR58
- 2016 JS58
- 2016 JT58
- 2016 JU58
- 2016 JV58
- 2016 JW58
- 2016 JX58
- 2016 JY58
- 2016 JZ58
- 2016 JA59
- 2016 JB59
- 2016 JD59
- 2016 JE59
- 2016 JF59
- 2016 JG59
- 2016 JH59
- 2016 JJ59
- 2016 JK59
- 2016 JL59
- 2016 JM59
- 2016 JN59
- 2016 JO59
- 2016 JP59
- 2016 JQ59
- 2016 JR59
- 2016 JS59
- 2016 JU59
- 2016 JV59
- 2016 JW59
- 2016 JX59
- 2016 JY59
- 2016 JZ59
- 2016 JA60
- 2016 JB60
- 2016 JC60
- 2016 JE60
- 2016 JF60
- 2016 JG60
- 2016 JH60
- 2016 JL60
- 2016 JM60
- 2016 JN60
- 2016 JO60
- 2016 JP60
- 2016 JQ60
- 2016 JR60
- 2016 JS60
- 2016 JT60
- 2016 JU60
- 2016 JV60
- 2016 JW60
- 2016 JX60
- 2016 JY60
- 2016 JZ60
- 2016 JA61
- 2016 JB61
- 2016 JC61
- 2016 JD61
- 2016 JE61
- 2016 JF61
- 2016 JG61
- 2016 JH61
- 2016 JJ61
- 2016 JK61
- 2016 JL61
- 2016 JM61
- 2016 JN61
- 2016 JO61
- 2016 JP61
- 2016 JQ61
- 2016 JR61
- 2016 JS61
- 2016 JT61
- 2016 JU61
- 2016 JV61
- 2016 JW61
- 2016 JY61
- 2016 JZ61
- 2016 JA62
- 2016 JB62
- 2016 JC62
- 2016 JD62
- 2016 JE62
- 2016 JF62
- 2016 JG62
- 2016 JH62
- 2016 JJ62
- 2016 JK62
- 2016 JL62
- 2016 JM62
- 2016 JN62
- 2016 JO62
- 2016 JP62
- 2016 JQ62
- 2016 JR62
- 2016 JS62
- 2016 JT62
- 2016 JU62
- 2016 JV62
- 2016 JW62
- 2016 JX62
- 2016 JY62
- 2016 JZ62
- 2016 JC63
- 2016 JD63
- 2016 JE63
- 2016 JF63
- 2016 JG63
- 2016 JH63
- 2016 JJ63
- 2016 JK63
- 2016 JL63
- 2016 JM63
- 2016 JN63
- 2016 JP63
- 2016 JQ63
- 2016 JR63
- 2016 JS63
- 2016 JT63
- 2016 JU63
- 2016 JV63
- 2016 JW63
- 2016 JX63
- 2016 JY63
- 2016 JZ63
- 2016 JA64
- 2016 JB64
- 2016 JC64
- 2016 JD64
- 2016 JE64
- 2016 JF64
- 2016 JG64
- 2016 JH64
- 2016 JJ64
- 2016 JK64
- 2016 JL64
- 2016 JM64
- 2016 JN64
- 2016 JO64
- 2016 JP64
- 2016 JR64
- 2016 JS64
- 2016 JT64
- 2016 JU64
- 2016 JV64
- 2016 JW64
- 2016 JX64
- 2016 JY64
- 2016 JA65
- 2016 JB65
- 2016 JC65
- 2016 JD65
- 2016 JF65
- 2016 JG65
- 2016 JH65
- 2016 JJ65
- 2016 JK65
- 2016 JL65
- 2016 JO65
- 2016 JP65
- 2016 JQ65
- 2016 JR65
- 2016 JT65
- 2016 JU65
- 2016 JV65
- 2016 JX65
- 2016 JY65
- 2016 JA66
- 2016 JB66
- 2016 JD66
- 2016 JE66
- 2016 JF66
- 2016 JG66
- 2016 JH66
- 2016 JJ66
- 2016 JK66
- 2016 JL66
- 2016 JM66
- 2016 JN66
- 2016 JO66
- 2016 JP66
- 2016 JR66
- 2016 JT66
- 2016 JV66
- 2016 JW66
- 2016 JX66
- 2016 JY66
- 2016 JZ66
- 2016 JA67
- 2016 JB67
- 2016 JC67
- 2016 JD67
- 2016 JE67
- 2016 JF67
- 2016 JG67
- 2016 JH67
- 2016 JJ67
- 2016 JK67
- 2016 JL67
- 2016 JM67
- 2016 JN67
- 2016 JO67
- 2016 JP67
- 2016 JR67
- 2016 JS67
- 2016 JT67
- 2016 JU67
- 2016 JV67
- 2016 JW67
- 2016 JX67
- 2016 JY67
- 2016 JZ67
- 2016 JB68
- 2016 JD68
- 2016 JE68
- 2016 JF68
- 2016 JG68
- 2016 JH68
- 2016 JJ68
- 2016 JK68
- 2016 JL68
- 2016 JM68
- 2016 JN68
- 2016 JO68
- 2016 JP68
- 2016 JQ68
- 2016 JS68
- 2016 JT68
- 2016 JU68
- 2016 JV68
- 2016 JW68
- 2016 JX68
- 2016 JY68
- 2016 JZ68
- 2016 JA69
- 2016 JB69
- 2016 JD69
- 2016 JE69
- 2016 JF69
- 2016 JG69
- 2016 JH69
- 2016 JJ69
- 2016 JK69
- 2016 JL69
- 2016 JM69
- 2016 JN69
- 2016 JO69
- 2016 JP69
- 2016 JQ69
- 2016 JR69
- 2016 JS69
- 2016 JT69
- 2016 JU69
- 2016 JV69
- 2016 JW69
- 2016 JX69
- 2016 JY69
- 2016 JZ69
- 2016 JA70
- 2016 JB70
- 2016 JC70
- 2016 JE70
- 2016 JF70
- 2016 JH70
- 2016 JJ70
- 2016 JK70
- 2016 JL70
- 2016 JM70
- 2016 JN70
- 2016 JP70
- 2016 JQ70
- 2016 JS70
- 2016 JU70
- 2016 JV70
- 2016 JX70
- 2016 JY70
- 2016 JZ70
- 2016 JB71
- 2016 JC71
- 2016 JD71
- 2016 JE71
- 2016 JF71
- 2016 JG71
- 2016 JH71
- 2016 JJ71
- 2016 JK71
- 2016 JL71
- 2016 JM71
- 2016 JN71
- 2016 JO71
- 2016 JP71
- 2016 JQ71
- 2016 JR71
- 2016 JS71
- 2016 JT71
- 2016 JW71
- 2016 JX71
- 2016 JY71
- 2016 JZ71
- 2016 JA72
- 2016 JB72
- 2016 JD72
- 2016 JE72
- 2016 JF72
- 2016 JH72
- 2016 JJ72
- 2016 JK72
- 2016 JL72
- 2016 JM72
- 2016 JN72
- 2016 JP72
- 2016 JQ72
- 2016 JR72
- 2016 JS72
- 2016 JT72
- 2016 JV72
- 2016 JW72
- 2016 JX72
- 2016 JY72
- 2016 JB73
- 2016 JC73
- 2016 JE73
- 2016 JG73
- 2016 JH73
- 2016 JJ73
- 2016 JK73
- 2016 JL73
- 2016 JM73
- 2016 JN73
- 2016 JO73
- 2016 JP73
- 2016 JR73
- 2016 JS73
- 2016 JU73
- 2016 JW73
- 2016 JY73
- 2016 JZ73
- 2016 JA74
- 2016 JB74
- 2016 JC74
- 2016 JD74
- 2016 JE74
- 2016 JF74
- 2016 JG74
- 2016 JH74
- 2016 JJ74
- 2016 JK74
- 2016 JL74
- 2016 JM74
- 2016 JN74
- 2016 JO74
- 2016 JP74
- 2016 JQ74
- 2016 JS74
- 2016 JT74
- 2016 JU74
- 2016 JV74
- 2016 JW74
- 2016 JX74
- 2016 JY74
- 2016 JZ74
- 2016 JA75
- 2016 JB75
- 2016 JC75
- 2016 JE75
- 2016 JF75
- 2016 JG75
- 2016 JH75
- 2016 JJ75
- 2016 JL75
- 2016 JN75
- 2016 JP75
- 2016 JQ75
- 2016 JR75
- 2016 JS75
- 2016 JT75
- 2016 JU75
- 2016 JV75
- 2016 JW75
- 2016 JX75
- 2016 JY75
- 2016 JZ75
- 2016 JA76
- 2016 JC76
- 2016 JD76
- 2016 JE76
- 2016 JF76
- 2016 JG76
- 2016 JH76
- 2016 JJ76
- 2016 JK76
- 2016 JL76
- 2016 JM76
- 2016 JN76
- 2016 JO76
- 2016 JP76
- 2016 JQ76
- 2016 JR76
- 2016 JS76
- 2016 JT76
- 2016 JU76
- 2016 JV76
- 2016 JW76
- 2016 JX76
- 2016 JY76
- 2016 JZ76
- 2016 JA77
- 2016 JB77
- 2016 JC77
- 2016 JD77
- 2016 JE77
- 2016 JF77
- 2016 JG77
- 2016 JH77
- 2016 JJ77
- 2016 JK77
- 2016 JL77
- 2016 JN77
- 2016 JO77
- 2016 JP77
- 2016 JQ77
- 2016 JS77
- 2016 JU77
- 2016 JV77
- 2016 JX77
- 2016 JY77
- 2016 JZ77
- 2016 JA78
- 2016 JB78
- 2016 JC78
- 2016 JD78
- 2016 JE78
- 2016 JF78
- 2016 JG78
- 2016 JH78
- 2016 JJ78
- 2016 JK78
- 2016 JL78
- 2016 JM78
- 2016 JN78
- 2016 JO78
- 2016 JP78
- 2016 JQ78
- 2016 JR78
- 2016 JS78
- 2016 JU78
- 2016 JV78
- 2016 JW78
- 2016 JX78
- 2016 JZ78
- 2016 JA79
- 2016 JB79
- 2016 JC79
- 2016 JD79
- 2016 JE79
- 2016 JF79
- 2016 JG79
- 2016 JH79
- 2016 JJ79
- 2016 JL79
- 2016 JM79
- 2016 JN79
- 2016 JO79
- 2016 JP79
- 2016 JQ79
- 2016 JR79
- 2016 JS79
- 2016 JT79
- 2016 JU79
- 2016 JV79
- 2016 JW79
- 2016 JX79
- 2016 JY79
- 2016 JZ79
- 2016 JA80
- 2016 JB80
- 2016 JC80
- 2016 JD80
- 2016 JE80
- 2016 JF80
- 2016 JG80
- 2016 JH80
- 2016 JJ80
- 2016 JK80
- 2016 JL80
- 2016 JM80
- 2016 JN80
- 2016 JO80
- 2016 JP80
- 2016 JQ80
- 2016 JR80
- 2016 JS80
- 2016 JT80
- 2016 JU80
- 2016 JV80
- 2016 JW80
- 2016 JX80
- 2016 JY80
- 2016 JZ80
- 2016 JA81
- 2016 JC81
- 2016 JD81
- 2016 JE81
- 2016 JF81
- 2016 JH81
- 2016 JJ81
- 2016 JK81
- 2016 JL81
- 2016 JM81
- 2016 JN81
- 2016 JO81
- 2016 JP81
- 2016 JQ81
- 2016 JR81
- 2016 JS81
- 2016 JT81
- 2016 JU81
- 2016 JV81
- 2016 JW81
- 2016 JX81
- 2016 JY81
- 2016 JZ81
- 2016 JA82
- 2016 JB82
- 2016 JD82
- 2016 JE82
- 2016 JG82
- 2016 JJ82
- 2016 JK82
- 2016 JL82
- 2016 JM82
- 2016 JN82
- 2016 JO82
- 2016 JP82
- 2016 JQ82
- 2016 JR82
- 2016 JS82
- 2016 JT82
- 2016 JU82
- 2016 JV82
- 2016 JW82
- 2016 JX82
- 2016 JY82
- 2016 JZ82
- 2016 JA83
- 2016 JB83
- 2016 JD83
- 2016 JE83
- 2016 JF83
- 2016 JG83
- 2016 JH83
- 2016 JK83
- 2016 JL83
- 2016 JM83
- 2016 JN83
- 2016 JO83
- 2016 JP83
- 2016 JQ83
- 2016 JR83
- 2016 JS83
- 2016 JT83
- 2016 JV83
- 2016 JW83
- 2016 JX83
- 2016 JY83
- 2016 JZ83
- 2016 JA84
- 2016 JB84
- 2016 JD84
- 2016 JE84
- 2016 JF84
- 2016 JG84
- 2016 JH84
- 2016 JJ84
- 2016 JK84
- 2016 JL84
- 2016 JM84
- 2016 JN84
- 2016 JO84
- 2016 JP84
- 2016 JQ84
- 2016 JR84
- 2016 JS84
- 2016 JT84
- 2016 JU84
- 2016 JV84
- 2016 JW84
- 2016 JX84
- 2016 JY84
- 2016 JZ84
- 2016 JA85
- 2016 JB85
- 2016 JC85
- 2016 JE85
- 2016 JF85
- 2016 JG85
- 2016 JH85
- 2016 JJ85
- 2016 JK85
- 2016 JL85
- 2016 JM85
- 2016 JN85
- 2016 JO85
- 2016 JP85
- 2016 JQ85
- 2016 JR85
- 2016 JS85
- 2016 JT85
- 2016 JU85
- 2016 JV85
- 2016 JW85
- 2016 JX85
- 2016 JY85
- 2016 JZ85
- 2016 JA86
- 2016 JB86
- 2016 JC86
- 2016 JD86
- 2016 JE86
- 2016 JF86
- 2016 JG86
- 2016 JH86
- 2016 JJ86
- 2016 JK86
- 2016 JM86
- 2016 JO86
- 2016 JP86
- 2016 JQ86
- 2016 JR86
- 2016 JS86
- 2016 JT86
- 2016 JU86
- 2016 JV86
- 2016 JW86
- 2016 JX86
- 2016 JY86
- 2016 JZ86
- 2016 JA87
- 2016 JB87
- 2016 JC87
- 2016 JD87
- 2016 JE87
- 2016 JF87
- 2016 JG87
- 2016 JH87
- 2016 JJ87
- 2016 JK87
- 2016 JL87
- 2016 JM87
- 2016 JN87
- 2016 JO87
- 2016 JP87
- 2016 JQ87
- 2016 JR87
- 2016 JS87
- 2016 JT87
- 2016 JU87
- 2016 JV87
- 2016 JW87
- 2016 JX87
- 2016 JY87
- 2016 JZ87
- 2016 JA88
- 2016 JB88
- 2016 JC88
- 2016 JD88
- 2016 JE88
- 2016 JF88
- 2016 JG88
- 2016 JH88
- 2016 JJ88
- 2016 JK88
- 2016 JL88
- 2016 JM88
- 2016 JN88
- 2016 JO88
- 2016 JP88
- 2016 JQ88
- 2016 JR88
- 2016 JS88
- 2016 JT88
- 2016 JU88
- 2016 JV88
- 2016 JW88
- 2016 JX88
- 2016 JY88
- 2016 JZ88
- 2016 JA89
- 2016 JB89
- 2016 JC89
- 2016 JD89
- 2016 JE89
- 2016 JF89
- 2016 JG89
- 2016 JH89
- 2016 JJ89
- 2016 JK89
- 2016 JL89
- 2016 JM89
- 2016 JN89
- 2016 JO89
- 2016 JP89
- 2016 JQ89
- 2016 JR89
- 2016 JS89
- 2016 JT89
- 2016 JU89
- 2016 JV89
- 2016 JW89
- 2016 JX89
- 2016 JY89
- 2016 JZ89
- 2016 JA90
- 2016 JB90
- 2016 JC90
- 2016 JD90
- 2016 JE90
- 2016 JF90
- 2016 JG90
- 2016 JJ90
- 2016 JK90
- 2016 JL90
- 2016 JM90
- 2016 JN90
- 2016 JO90
- 2016 JP90
- 2016 JQ90
- 2016 JR90
- 2016 JS90
- 2016 JT90
- 2016 JU90
- 2016 JW90
- 2016 JX90
- 2016 JY90
- 2016 JZ90
- 2016 JA91
- 2016 JB91
- 2016 JC91
- 2016 JD91
- 2016 JE91
- 2016 JF91
- 2016 JG91
- 2016 JH91
- 2016 JJ91
- 2016 JK91
- 2016 JL91
- 2016 JM91
- 2016 JN91
- 2016 JO91
- 2016 JP91
- 2016 JQ91
- 2016 JR91
- 2016 JS91
- 2016 JT91
- 2016 JU91
- 2016 JV91
- 2016 JW91
- 2016 JX91
- 2016 JY91
- 2016 JZ91
- 2016 JA92
- 2016 JB92
- 2016 JC92
- 2016 JD92
- 2016 JE92
- 2016 JF92
- 2016 JG92
- 2016 JH92
- 2016 JJ92
- 2016 JK92
- 2016 JL92
- 2016 JM92
- 2016 JN92
- 2016 JO92
- 2016 JP92
- 2016 JQ92
- 2016 JS92
- 2016 JT92
- 2016 JU92
- 2016 JV92
- 2016 JW92
- 2016 JX92
- 2016 JY92
- 2016 JZ92
- 2016 JA93
- 2016 JB93
- 2016 JC93
- 2016 JD93
- 2016 JE93
- 2016 JF93
- 2016 JG93
- 2016 JJ93
- 2016 JK93
- 2016 JL93
- 2016 JM93
- 2016 JN93
- 2016 JO93
- 2016 JP93
- 2016 JQ93
- 2016 JR93
- 2016 JT93
- 2016 JU93
- 2016 JV93
- 2016 JW93
- 2016 JX93
- 2016 JY93
- 2016 JZ93
- 2016 JA94
- 2016 JB94
- 2016 JC94
- 2016 JD94
- 2016 JE94
- 2016 JF94
- 2016 JG94
- 2016 JH94
- 2016 JK94
- 2016 JL94
- 2016 JM94
- 2016 JN94
- 2016 JO94
- 2016 JQ94
- 2016 JR94
- 2016 JS94
- 2016 JT94
- 2016 JU94
- 2016 JV94
- 2016 JW94
- 2016 JX94
- 2016 JY94
- 2016 JZ94
- 2016 JA95
- 2016 JB95
- 2016 JC95
- 2016 JG95
- 2016 JH95
- 2016 JJ95
- 2016 JL95
- 2016 JM95
- 2016 JN95
- 2016 JO95
- 2016 JP95
- 2016 JQ95
- 2016 JR95
- 2016 JT95
- 2016 JU95
- 2016 JW95
- 2016 JX95
- 2016 JY95
- 2016 JZ95
- 2016 JA96
- 2016 JB96
- 2016 JC96
- 2016 JD96
- 2016 JE96
- 2016 JF96
- 2016 JG96
- 2016 JH96
- 2016 JJ96
- 2016 JK96
- 2016 JL96
- 2016 JM96
- 2016 JN96
- 2016 JO96
- 2016 JP96
- 2016 JQ96
- 2016 JR96
- 2016 JS96
- 2016 JT96
- 2016 JU96
- 2016 JV96
- 2016 JW96
- 2016 JX96
- 2016 JY96
- 2016 JZ96
- 2016 JA97
- 2016 JB97
- 2016 JC97
- 2016 JD97
- 2016 JE97
- 2016 JF97
- 2016 JG97
- 2016 JH97
- 2016 JJ97
- 2016 JK97
- 2016 JL97
- 2016 JN97
- 2016 JO97
- 2016 JP97
- 2016 JQ97
- 2016 JR97
- 2016 JS97
- 2016 JT97
- 2016 JU97
- 2016 JV97
- 2016 JW97
- 2016 JX97
- 2016 JY97
- 2016 JZ97
- 2016 JA98
- 2016 JB98
- 2016 JC98
- 2016 JD98
- 2016 JE98
- 2016 JF98
- 2016 JG98
- 2016 JH98
- 2016 JJ98
- 2016 JK98
- 2016 JL98
- 2016 JM98
- 2016 JN98
- 2016 JO98
- 2016 JP98
- 2016 JQ98
- 2016 JR98
- 2016 JS98
- 2016 JT98
- 2016 JU98
- 2016 JV98
- 2016 JW98
- 2016 JX98
- 2016 JY98
- 2016 JZ98
- 2016 JA99
- 2016 JB99
- 2016 JC99
- 2016 JD99
- 2016 JE99
- 2016 JF99
- 2016 JG99
- 2016 JH99
- 2016 JJ99
- 2016 JK99
- 2016 JL99
- 2016 JM99
- 2016 JN99
- 2016 JO99
- 2016 JP99
- 2016 JQ99
- 2016 JR99
- 2016 JS99
- 2016 JT99
- 2016 JU99
- 2016 JV99
- 2016 JW99
- 2016 JX99
- 2016 JY99
- 2016 JZ99
- 2016 JA100
- 2016 JB100
- 2016 JC100
- 2016 JD100
- 2016 JE100
- 2016 JF100
- 2016 JG100
- 2016 JH100
- 2016 JJ100
- 2016 JK100
- 2016 JL100
- 2016 JM100
- 2016 JN100
- 2016 JO100
- 2016 JP100
- 2016 JQ100
- 2016 JR100
- 2016 JS100
- 2016 JT100
- 2016 JU100
- 2016 JV100
- 2016 JW100
- 2016 JX100
- 2016 JY100
- 2016 JZ100
- 2016 JA101
- 2016 JB101
- 2016 JC101
- 2016 JD101
- 2016 JE101
- 2016 JF101
- 2016 JG101
- 2016 JH101
- 2016 JJ101
- 2016 JK101
- 2016 JL101
- 2016 JM101
- 2016 JN101
- 2016 JO101
- 2016 JP101
- 2016 JQ101
- 2016 JR101
- 2016 JS101
- 2016 JT101
- 2016 JU101
- 2016 JV101
- 2016 JW101
- 2016 JX101
- 2016 JY101
- 2016 JZ101
- 2016 JA102
- 2016 JB102
- 2016 JC102
- 2016 JD102
- 2016 JE102
- 2016 JF102
- 2016 JG102
- 2016 JH102
- 2016 JJ102
- 2016 JK102
- 2016 JL102
- 2016 JM102
- 2016 JN102
- 2016 JO102
- 2016 JP102
- 2016 JQ102
- 2016 JR102
- 2016 JS102
- 2016 JT102
- 2016 JU102
- 2016 JV102
- 2016 JW102
- 2016 JX102
- 2016 JY102
- 2016 JZ102
- 2016 JA103
- 2016 JB103
- 2016 JC103
- 2016 JD103
- 2016 JE103
- 2016 JF103
- 2016 JG103
- 2016 JH103
- 2016 JJ103
- 2016 JK103
- 2016 JL103
- 2016 JM103
- 2016 JN103
- 2016 JO103
- 2016 JP103
- 2016 JQ103
- 2016 JR103
- 2016 JS103
- 2016 JT103
- 2016 JU103
- 2016 JV103
- 2016 JW103
- 2016 JX103
- 2016 JY103
- 2016 JZ103
- 2016 JA104
- 2016 JB104
- 2016 JC104
- 2016 JD104
- 2016 JE104
- 2016 JF104
- 2016 JG104
- 2016 JH104
- 2016 JJ104
- 2016 JK104
- 2016 JL104
- 2016 JM104
- 2016 JN104
- 2016 JO104
- 2016 JP104
- 2016 JQ104
- 2016 JR104
- 2016 JS104
- 2016 JT104
- 2016 JU104
- 2016 JV104
- 2016 JX104
- 2016 JY104
- 2016 JZ104
- 2016 JA105
- 2016 JB105
- 2016 JC105
- 2016 JD105
- 2016 JE105
- 2016 JF105
- 2016 JG105
- 2016 JH105
- 2016 JJ105
- 2016 JK105
- 2016 JL105
- 2016 JM105
- 2016 JN105
- 2016 JO105
- 2016 JP105
- 2016 JQ105
- 2016 JR105
- 2016 JS105
- 2016 JT105
- 2016 JU105
- 2016 JV105
- 2016 JW105
- 2016 JX105
- 2016 JY105
- 2016 JZ105
- 2016 JA106
- 2016 JB106
- 2016 JC106
- 2016 JD106
- 2016 JE106
- 2016 JF106
- 2016 JG106
- 2016 JH106
- 2016 JJ106
- 2016 JK106
- 2016 JL106
- 2016 JM106
- 2016 JN106
- 2016 JO106
- 2016 JP106
- 2016 JQ106
- 2016 JR106
- 2016 JS106
- 2016 JT106
- 2016 JU106
- 2016 JV106
- 2016 JW106
- 2016 JX106
- 2016 JY106
- 2016 JZ106
- 2016 JA107
- 2016 JB107
- 2016 JC107
- 2016 JD107
- 2016 JE107
- 2016 JF107
- 2016 JG107
- 2016 JH107
- 2016 JJ107
- 2016 JK107
- 2016 JL107
- 2016 JM107
- 2016 JN107
- 2016 JO107
- 2016 JP107
- 2016 JQ107
- 2016 JR107
- 2016 JS107
- 2016 JT107
- 2016 JU107
- 2016 JV107
- 2016 JW107
- 2016 JX107
- 2016 JY107
- 2016 JZ107
- 2016 JA108
- 2016 JB108
- 2016 JC108
- 2016 JD108
- 2016 JE108
- 2016 JF108
- 2016 JG108
- 2016 JH108
- 2016 JJ108
- 2016 JK108
- 2016 JL108
- 2016 JM108
- 2016 JN108
- 2016 JO108
- 2016 JP108
- 2016 JQ108
- 2016 JR108
- 2016 JS108
- 2016 JT108
- 2016 JU108
- 2016 JV108
- 2016 JW108
- 2016 JX108
- 2016 JY108
- 2016 JZ108
- 2016 JA109
- 2016 JB109
- 2016 JC109
- 2016 JD109
- 2016 JE109
- 2016 JF109
- 2016 JG109
- 2016 JH109
- 2016 JJ109
- 2016 JK109
- 2016 JL109
- 2016 JM109
- 2016 JN109
- 2016 JO109
- 2016 JP109
- 2016 JQ109
- 2016 JR109
- 2016 JS109
- 2016 JT109
- 2016 JU109
- 2016 JV109
- 2016 JW109
- 2016 JX109
- 2016 JY109
- 2016 JZ109
- 2016 JA110
- 2016 JB110
- 2016 JC110
- 2016 JD110
- 2016 JE110
- 2016 JF110
- 2016 JG110
- 2016 JH110
- 2016 JJ110
- 2016 JK110
- 2016 JL110
- 2016 JM110
- 2016 JN110
- 2016 JO110
- 2016 JP110
- 2016 JQ110
- 2016 JR110
- 2016 JS110
- 2016 JT110
- 2016 JU110
- 2016 JV110
- 2016 JW110
- 2016 JX110
- 2016 JY110
- 2016 JZ110
- 2016 JA111
- 2016 JB111
- 2016 JC111
- 2016 JD111
- 2016 JE111
- 2016 JF111
- 2016 JG111
- 2016 JH111
- 2016 JJ111
- 2016 JK111
- 2016 JL111
- 2016 JM111
- 2016 JN111
- 2016 JO111
- 2016 JP111
- 2016 JQ111
- 2016 JR111
- 2016 JS111
- 2016 JT111
- 2016 JU111
- 2016 JV111
- 2016 JW111
- 2016 JX111
- 2016 JY111
- 2016 JZ111
- 2016 JA112
- 2016 JB112
- 2016 JC112
- 2016 JD112
- 2016 JE112
- 2016 JF112
- 2016 JG112
- 2016 JH112
- 2016 JJ112
- 2016 JK112
- 2016 JL112
- 2016 JM112

### Du 16 au 31 mai 2016
- 2016 KC
- 2016 KD
- 2016 KF
- 2016 KG
- 2016 KH
- 2016 KJ
- 2016 KL
- 2016 KO
- 2016 KQ
- 2016 KR
- 2016 KS
- 2016 KV
- 2016 KW
- 2016 KY
- 2016 KZ
- 2016 KB1
- 2016 KD1
- 2016 KF1
- 2016 KG1
- 2016 KH1
- 2016 KJ1
- 2016 KK1
- 2016 KL1
- 2016 KM1
- 2016 KO1
- 2016 KJ2
- 2016 KY2
- 2016 KA3
- 2016 KB3
- 2016 KH3
- 2016 KM3
- 2016 KN3
- 2016 KR3
- 2016 KS3
- 2016 KT3
- 2016 KV3
- 2016 KW3
- 2016 KB4
- 2016 KC4
- 2016 KD4
- 2016 KJ4
- 2016 KL4
- 2016 KN4
- 2016 KO4
- 2016 KP4
- 2016 KQ4
- 2016 KR4
- 2016 KS4
- 2016 KT4
- 2016 KU4
- 2016 KV4
- 2016 KX4
- 2016 KR5
- 2016 KA6
- 2016 KC6
- 2016 KG6
- 2016 KJ6
- 2016 KK6
- 2016 KM6
- 2016 KO6
- 2016 KR6
- 2016 KT6
- 2016 KU6
- 2016 KX6
- 2016 KY6
- 2016 KB7
- 2016 KD7
- 2016 KF7
- 2016 KH7
- 2016 KS7
- 2016 KU7
- 2016 KV7
- 2016 KW7
- 2016 KX7
- 2016 KY7
- 2016 KZ7
- 2016 KB8
- 2016 KD8
- 2016 KF8
- 2016 KJ8
- 2016 KK8
- 2016 KN8
- 2016 KO8
- 2016 KS8
- 2016 KZ8
- 2016 KA9
- 2016 KB9
- 2016 KC9
- 2016 KE9
- 2016 KJ9
- 2016 KL9
- 2016 KM9
- 2016 KP9
- 2016 KR9
- 2016 KW9
- 2016 KA10
- 2016 KG10
- 2016 KH10
- 2016 KJ10
- 2016 KL10
- 2016 KN10
- 2016 KO10
- 2016 KP10
- 2016 KQ10
- 2016 KR10
- 2016 KS10
- 2016 KT10
- 2016 KU10
- 2016 KV10
- 2016 KW10
- 2016 KY10
- 2016 KZ10
- 2016 KA11
- 2016 KB11
- 2016 KC11
- 2016 KD11
- 2016 KE11
- 2016 KF11
- 2016 KG11
- 2016 KH11
- 2016 KJ11
- 2016 KL11
- 2016 KO11
- 2016 KP11
- 2016 KQ11
- 2016 KR11
- 2016 KS11
- 2016 KT11
- 2016 KV11
- 2016 KW11
- 2016 KX11
- 2016 KA12
- 2016 KB12
- 2016 KC12
- 2016 KE12
- 2016 KF12
- 2016 KG12
- 2016 KH12
- 2016 KJ12
- 2016 KK12
- 2016 KL12
- 2016 KM12
- 2016 KP12
- 2016 KQ12
- 2016 KR12
- 2016 KS12
- 2016 KT12
- 2016 KU12
- 2016 KV12
- 2016 KW12
- 2016 KX12
- 2016 KY12
- 2016 KZ12
- 2016 KA13
- 2016 KC13
- 2016 KE13
- 2016 KF13
- 2016 KG13
- 2016 KH13
- 2016 KJ13
- 2016 KK13
- 2016 KL13
- 2016 KM13
- 2016 KN13
- 2016 KP13
- 2016 KQ13
- 2016 KR13
- 2016 KS13
- 2016 KT13
- 2016 KU13
- 2016 KV13
- 2016 KW13
- 2016 KY13
- 2016 KZ13
- 2016 KA14
- 2016 KB14
- 2016 KD14
- 2016 KE14
- 2016 KF14
- 2016 KG14
- 2016 KH14
- 2016 KJ14
- 2016 KL14
- 2016 KM14
- 2016 KN14
- 2016 KO14
- 2016 KP14
- 2016 KQ14
- 2016 KT14
- 2016 KU14
- 2016 KV14
- 2016 KW14
- 2016 KY14
- 2016 KZ14
- 2016 KA15
- 2016 KC15
- 2016 KD15
- 2016 KE15
- 2016 KF15
- 2016 KG15
- 2016 KH15
- 2016 KJ15
- 2016 KK15
- 2016 KM15
- 2016 KN15
- 2016 KO15
- 2016 KP15
- 2016 KQ15
- 2016 KR15
- 2016 KS15
- 2016 KT15
- 2016 KU15
- 2016 KW15
- 2016 KX15
- 2016 KY15
- 2016 KZ15
- 2016 KA16
- 2016 KB16
- 2016 KC16